# Antonio Verancsics
Antonio Veranzio (en húngaro: Verancsics Antal, en croata: Antun Vrančić) (Šibenik 29 de mayo de 1504 – 15 de junio de 1573) regente real de Hungría, Arzobispo de Estrigonia (1569–1573), diplomático, poeta húngaro de origen croata. 

## Biografía
Antonio nació en 1504 en la región de Dalmacia, por la cual mantenían una larga disputa la República de Venecia y el reino de Hungría. Su tío materno Juan Stalileo, obispo de Transilvania patrocinó su educación, primero en Trau, luego Sebenicó, a partir de 1514 en territorios húngaros, y luego lo envió a la universidad de Padua.
En 1526 obtuvo el grado de magíster, año crucial para la historia húngara, pues el rey Luis II de Hungría murió en la batalla de Mohács, y los ejércitos húngaros fueron derrotados por los turcos otomanos. El reino quedó sin rey, y pronto el conde Juan de Zápolya se hizo coronar como rey húngaro (Juan I), siendo seguido a los pocos meses por Fernando I de Habsburgo, que reclamaba el trono a través de sus derechos como esposo de Ana Jagellón de Hungría y Bohemia, hermana del fallecido rey Luis II.
Regresando a Hungría, en 1530 Antonio fue nombrado secretario real y prepósito de Óbuda por el rey Juan I, sirviendo como su embajador personal en muchas oportunidades (entre 1530 y 1539). En esta calidad, viajó 3 veces como embajador ante el pacha de Bosnia, dos veces a Venecia, y muchas veces a la corte Polaca, dos veces ante el Papa Clemente VII, así como a París, Roma, Viena y Londres.
En 1540 murió el rey Juan I de Hungría, dejando sola a su esposa Isabela Jagellón de Hungría y a su hijo recién nacido Juan Segismundo de Zápolya, quienes fueron protegidos y apoyados por el obispo Jorge Martinuzzi. En 1541 Antonio se mudó a Transilvania, pero sus diferencias con Martinuzzi, se limitó a continuar ejecutando misiones en calidad de diplomático.
En 1549 Antonio decidió cambiar de partido apoyando a Fernando I de Habsburgo. El Habsburgo lo nombró canónigo de Eger, deán de Szabolcs, canónigo lector de Estrigonia y abad del Císter en Pornó. En 1553 Antonio Verancsics fue nombrado obispo de Eger y entre 1553 y 1557 fue embajador de Fernando en la corte del sultán Solimán el Magnífico en Estambul junto con el conde húngaro Francisco Zay. Ahí descubrió un ejemplar del Res gestae Augisti, obra desconocida para Occidente.
Entre 1557 y 1569 fue nombrado ispán de las provincias húngaras de Bordos y de Heves. En esta época comenzó la guerra húngara contra la reforma protestante, arrestando a Galo Huszár. En 1563 le otorgó varias propiedades del obispado de Eger al tesoro real húngaro. En 1567 nuevamente viajó a Turquía como embajador real, y ahí en 1568 firmó la paz de Adrianópolis de 8 años de duración.
En 1569 fue nombrado Arzobispo de Estrigonia, convirtiéndose al mismo tiempo en el ispán de la provincia de Estrigonia. Desde junio de 1572 hasta su muerte ocupó el cargo de regente real. Murió 10 días después de haber sido nombrado cardenal, y fue enterrado en la catedral de Szent Miklós en la ciudad de Nagyszombat.